# Physalis crassifolia
Physalis crassifolia là loài thực vật có hoa trong họ Cà. Loài này được Benth. miêu tả khoa học đầu tiên năm 1844.